# Curtiss SOC Seagull
Curtiss SOC Seagull là một loại thủy phi cơ trinh sát một động cơ của Hoa Kỳ, do Alexander Solla thiết kế, nó được trang bị cho Hải quân Hoa Kỳ. Seagull được trang bị cho các thiết giáp hạm và tàu tuần dương.

## Biến thể

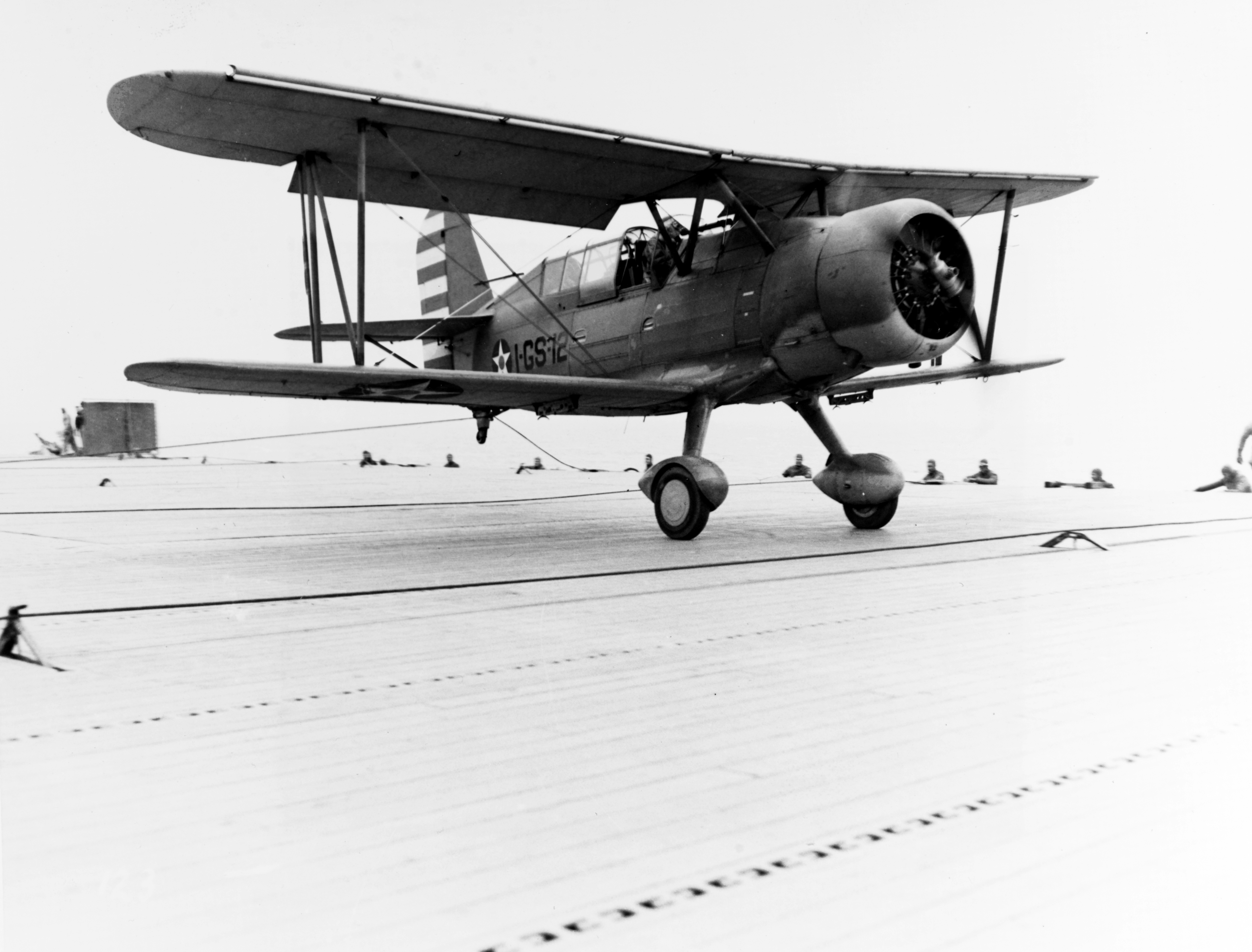
SOC-3A Seagull hạ cánh trên tàu vào tháng 4 năm 1942, kỷ niệm lần hạ cánh thứ 2000 trên tàu sân bay

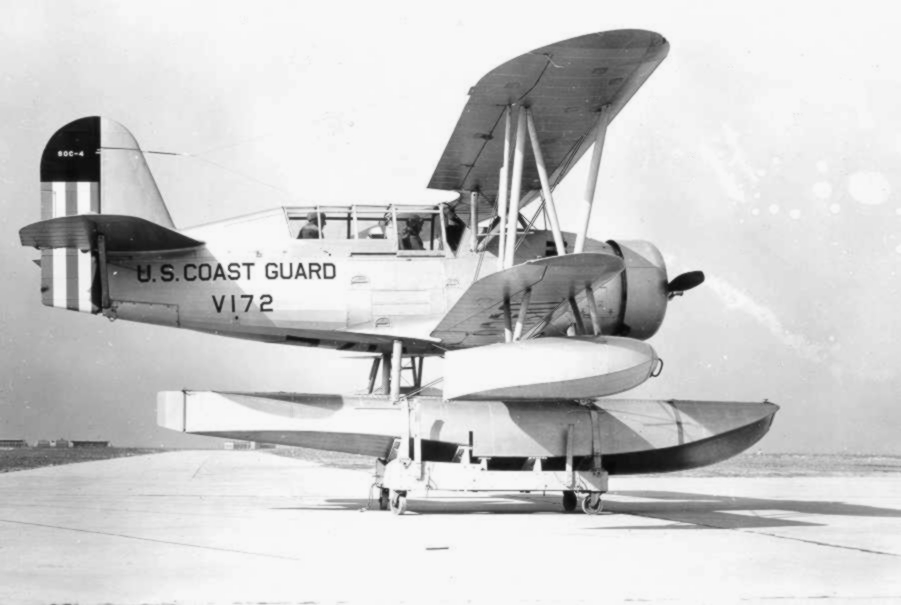
SOC-4 thuộc lực lượng bảo vệ bờ biển Hoa Kỳ.

XO3C-1 (Curtiss Model 71)
SOC-1 (Curtiss Model 71A)
SOC-2 (Curtiss Model 71B)
XSO2C-1 (Curtiss Model 71C)
SOC-3 (Curtiss Model 71E)
SOC-3A
SOC-4(Curtiss Model 71F):
SO2C
SON-1
SOR-1

## Quốc gia sử dụng
Hoa Kỳ
- Hải quân Hoa Kỳ
- Thủy quân Lục chiến Hoa Kỳ
- Bảo vệ Bờ biển Hoa Kỳ

## Tính năng kỹ chiến thuật (thủy phi cơ SOC-1)

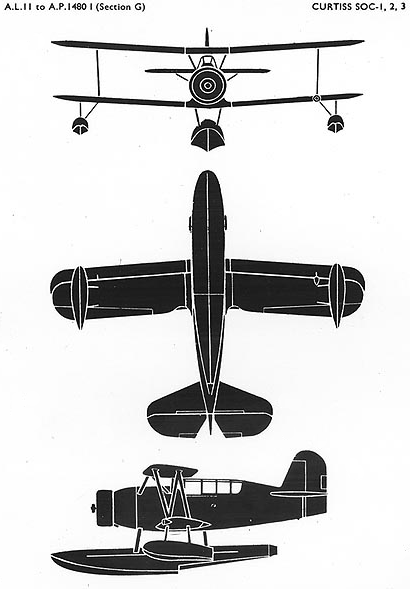

Dữ liệu lấy từ War Planes of the Second World War, Volume Six: Floatplanes

### Đặc điểm riêng
- Tổ lái: 2
- Chiều dài: 31 ft 5 in (9.58 m)
- Sải cánh: 36 ft 0 in (10.98 m)
- Chiều cao: 14 ft 9 in (4.50)
- Diện tích cánh: 342 ft² (31.8 m²)
- Trọng lượng rỗng: 3,788 lb (1,722 kg)
- Trọng lượng có tải: 5,437 lb (2,471 kg)
- Động cơ: 1 × Pratt & Whitney R-1340-18, 550 hp (410 kW)

### Hiệu suất bay
- Vận tốc cực đại: 165 mph (143 knots, 266 km/h) trên độ cao 5,000 ft (1,500 m)
- Vận tốc hành trình: 133 mph (116 knots, 214 km/h)
- Tầm bay: 675 mi (587 nmi, 1,086 km)
- Trần bay: 14,900 ft (4,540 m)
- Vận tốc lên cao: 915 ft/phút (4.64 m/s)
- Lực nâng của cánh: 15.9 lb/ft² (77.7 kg/m²)
- Lực đẩy/trọng lượng: 0.10 hp/lb (0.17 kW/kg (9.6 lb/hp))

### Vũ khí
- Súng: 2× Browning M2 AN 0.30 in (7.62 mm)
- Bom: 650 lb (295 kg)

## Hình ảnh

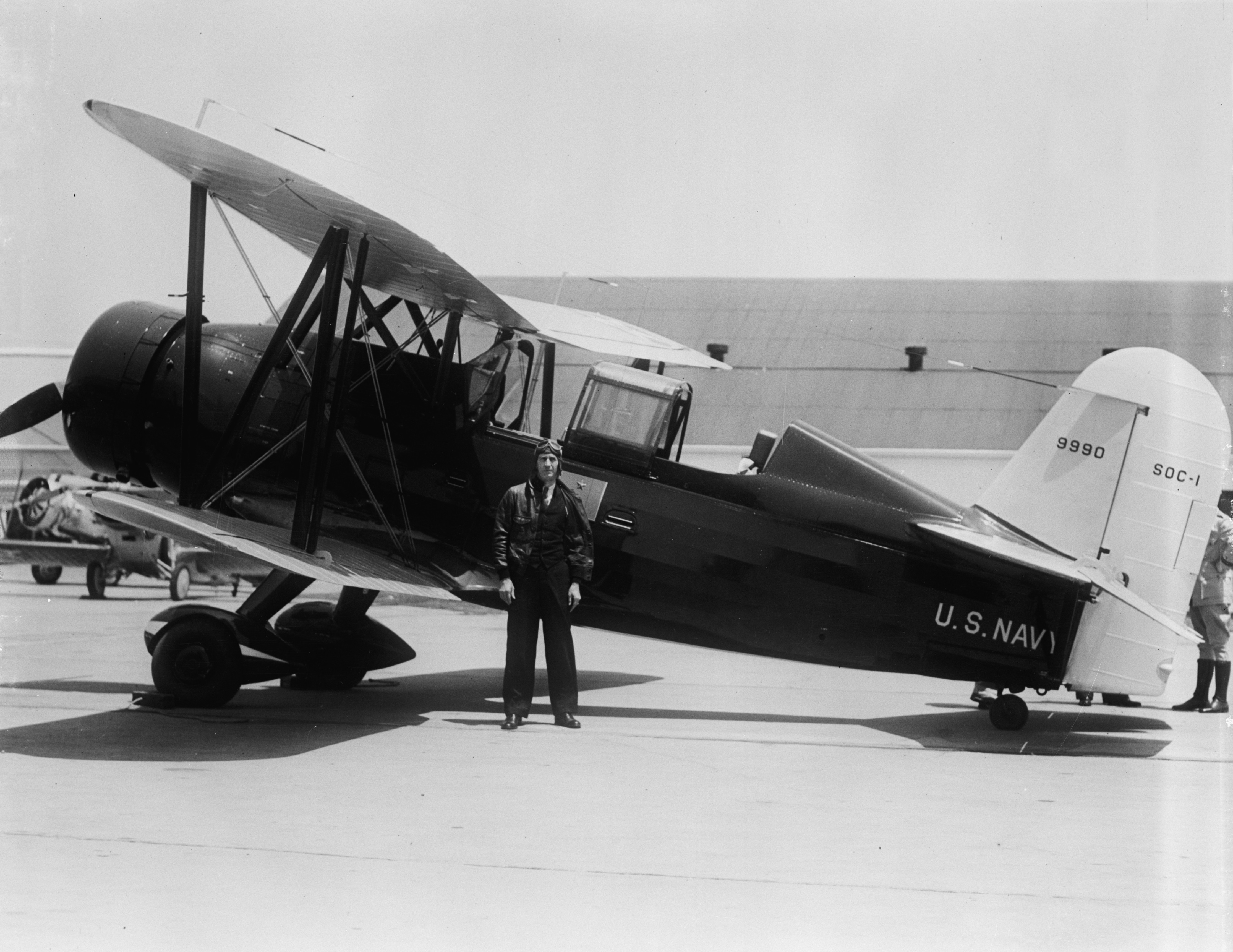
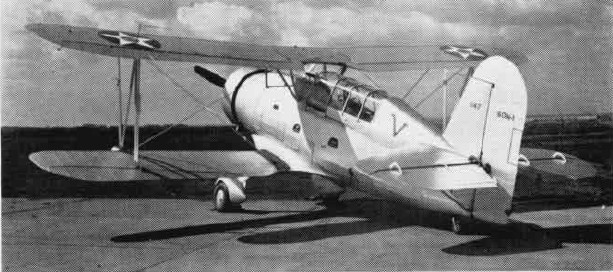
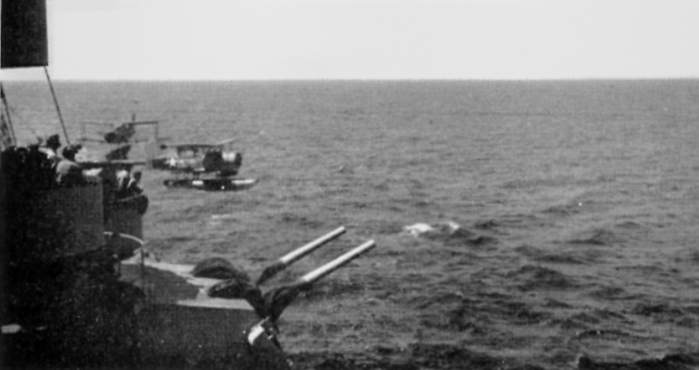
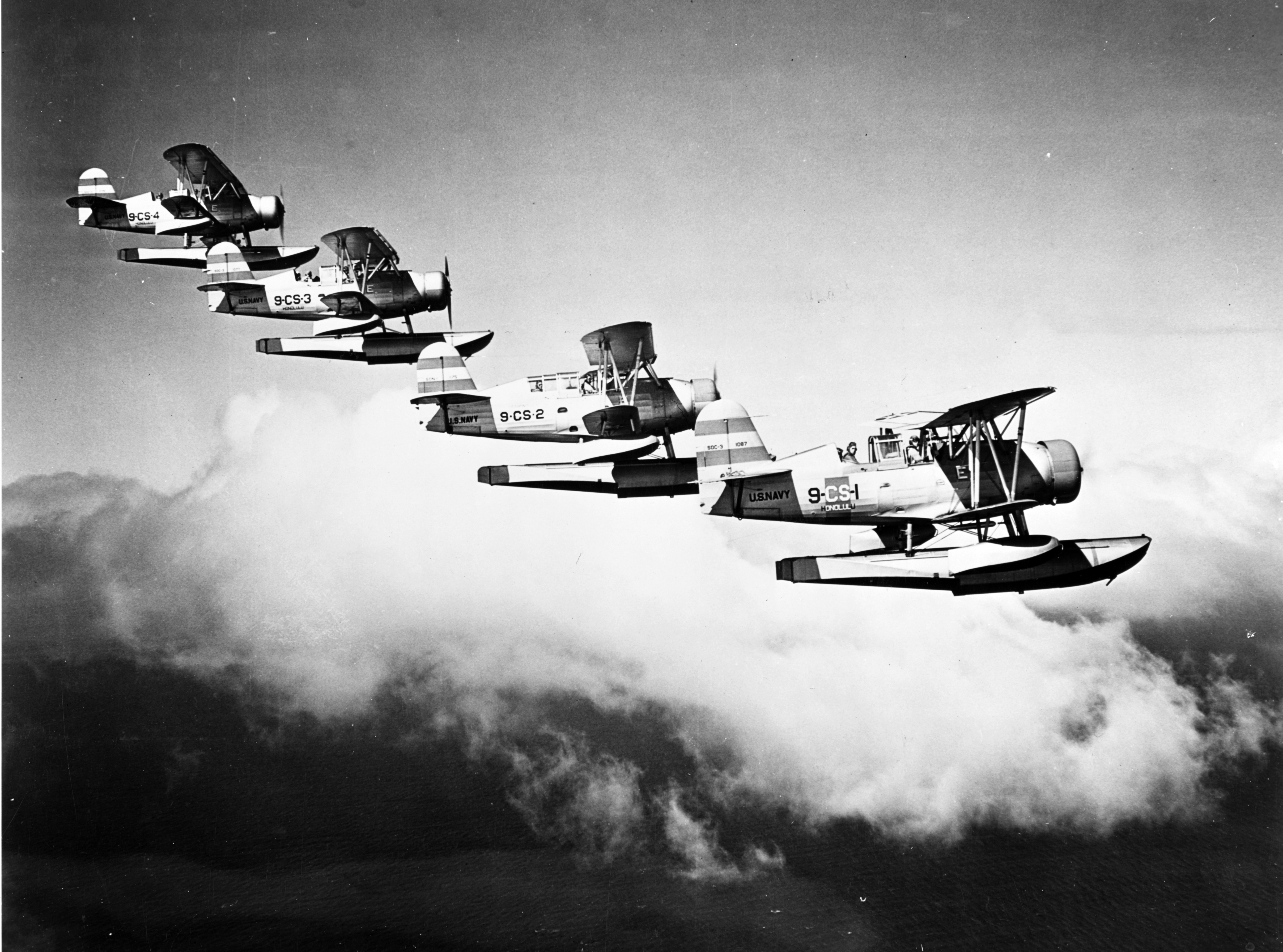
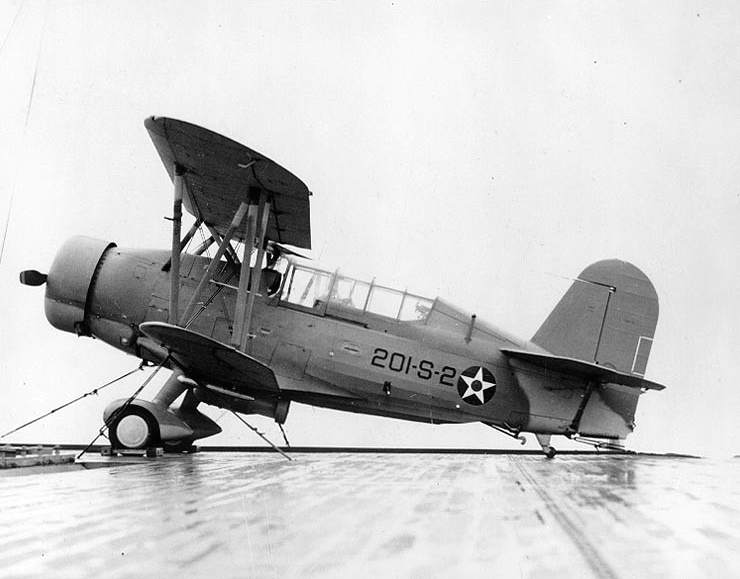
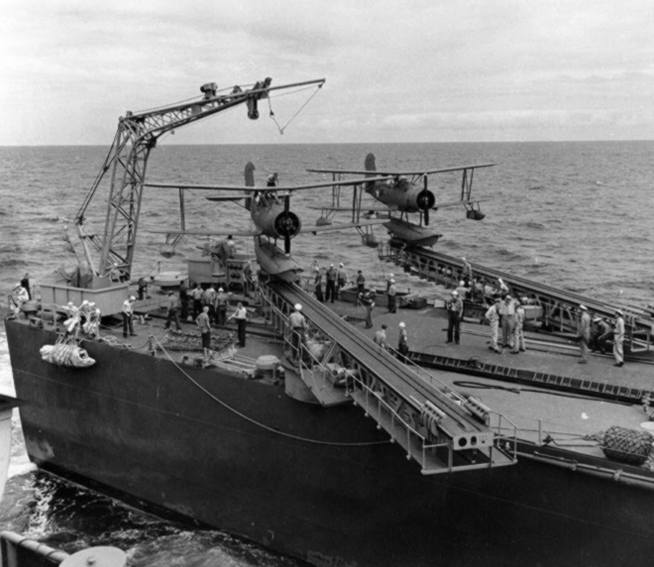
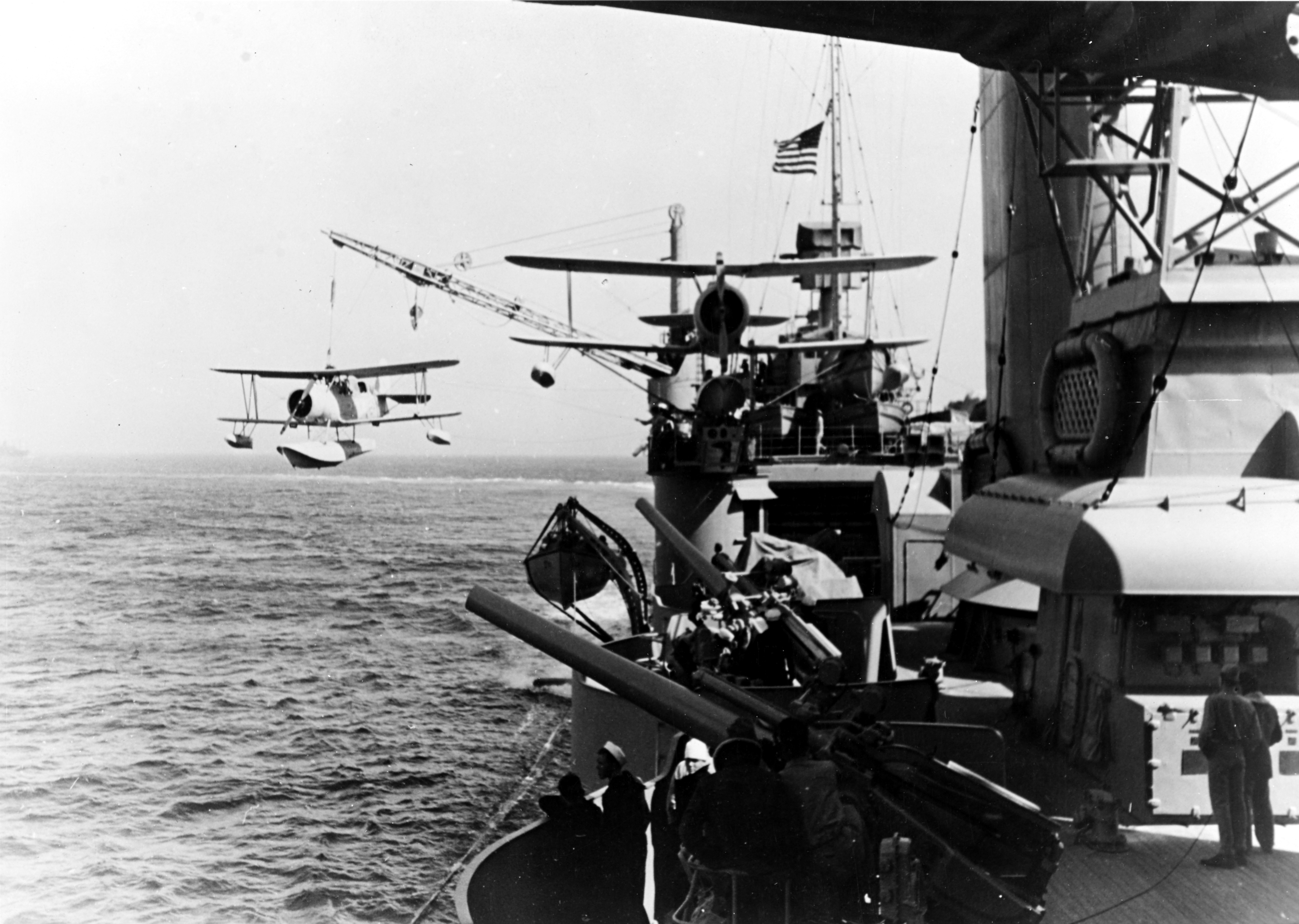
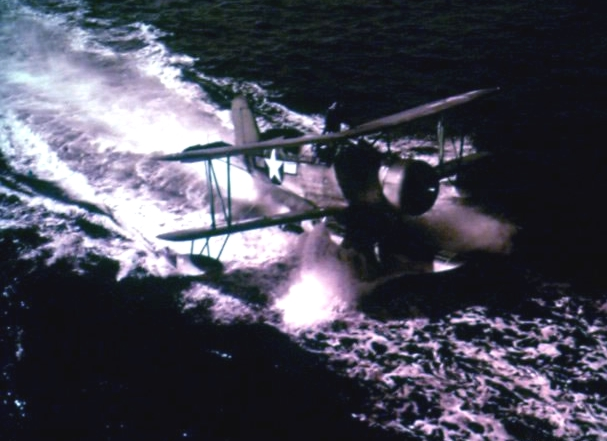